# Luján (rivière)
Pour l’article homonyme, voir Luján.
Le Luján (en espagnol Río Luján) est une rivière de la province de Buenos Aires, affluent du Río de la Plata. Long de 128 km, il draine un bassin versant de 3 300 km2.

## Géographie
Né de la confluence de plusieurs ruisseaux dans le partido de Suipacha, il s'écoule d'abord vers le nord-est en traversant la ville de Luján. Au niveau de la Réserve naturelle Otamendi, il bifurque vers l'est-sud-est et s'écoule parallèlement au Paraná, recevant en rive droite les eaux du Canal Aliviador, puis celles du Tigre et de la Reconquista. Il se jette dans le Río de la Plata au niveau de l'île Sarandí et du Club Náutico San Isidro, près de l'Université de San Andrés. Dans sa portion finale, le Luján est relié au Paraná par de nombreux bras qui forment d'innombrables îles appartenant au delta du Paraná.

## Activités
Le Luján abrite sept des quinze clubs nautiques du delta du Paraná, y compris le plus ancien, le Buenos Aires Rowing Club, fondé en 1873.